# James Sankwasa
Sankwasa James Sankwasa (* 5. Mai 1955 in Sikanjabuka, Südwestafrika) ist ein namibischer Politiker der SWAPO und seit dem 22. März 2025 Minister für Ministerium für städtische und ländliche Entwicklung.

## Lebensweg
Sankwasa hält seit 1997 einen Master of Business Administration der Thames Valley University im Vereinigten Königreich. Zuvor machte er 1994 seinen Master of Arts in Gesundheitsmanagement an der Leeds University. Zuvor machte Sankwasa bereits diverse Abschlüsse (Diplom, Zertifikat) in Entwicklung, Finanzmanagement und Entwicklung an Hochschulen in Südafrika.
Er war von 2015 bis 2020 Mitglied der Nationalversammlung und war seitdem auch Vizeminister im Ministerium für öffentliche Arbeiten und Verkehr. Nach der Parlamentswahl 2019 verlor er sein Abgeordnetenmandat, wurde aber 2025 als einer von acht Personen von Staatspräsidentin Netumbo Nandi-Ndaitwah wieder ins Unterhaus ernannt.